# Club Capitol
El Club Capitol fue un teatro de Barcelona, situado en las Rambla, 138 de Barcelona, España, cercano a la plaza de Cataluña.
Fue fundado en 1926 como cine, siendo reformado y convertido en teatro en 1989. tenía dos salas: Club Capitol 1 con 523 plazas y Club Capitol 2 con 253.
CerroCerró sus puertas el día 30 de enero de 2020

## Historia
El Capitol Cinema fue inaugurado como cine el 23 de septiembre de 1926 con la proyección de la película “Los parásitos”, interpretada por Madge Bellamy y "Dick el Guardiamarina" interpretada por Ramón Novarro. En aquel momento era uno de los grandes cines de la ciudad de Barcelona, ya que tenía una capacidad de 1.700 plazas. Gracias a su céntrica situación se hizo muy popular.
Entre los años veinte y treinta introdujo la publicidad de los estrenos semanales mediante montajes en la fachada del cine, totalmente ocupada por grandes carteles y pinturas relativas a la película, siendo especialmente famosos los carteles de montaje del artista Antoni Clavé realizados entre 1932 y 1935 y que debido a su gran valor artístico consiguió atraer a un gran público.
A principios de los años treinta, comenzó a ser conocido como “Can Pistolas” ya que principalmente programaba películas de acción, westerns, de gánsters y policías. Fue un cine de estreno donde se ofrecieron títulos de todo tipo: The big parade, Dracula, Forja de hombres, Cayo Largo, etc.
De 1931 a 1935 formó parte, junto al Tivoli, el Fémina y el Pathé Palace, del grupo Cinaes. En abril de ese año se integró en la empresa Alianza, de Antoni Soler, Miquel Coll i los hermanos Xicota.
En 1990 se convirtió en teatro. Su primer espectáculo teatral fue la obra Cómeme el coco, negro, de la compañía La Cubana y que llegó a alcanzar un gran número de espectadores. Tras acoger diversos espectáculos y monólogos del actor Pepe Rubianes, a raíz de su muerte en 2009, la sala Club Capitol 1 fue rebautizada como “Sala Pepe Rubianes” en su honor.
Actualmente pertenece al grupo empresarial Grup Balaña